# Élections cantonales de 2008 dans la Vienne
Les élections cantonales ont eu lieu les 9 et 16 mars 2008.

## Contexte départemental

### Assemblée départementale sortante
Avant les élections, le conseil général de la Vienne est présidé par Alain Fouché (UMP). Il comprend 38 conseillers généraux issus des 38 cantons de la Vienne ; 19 d'entre eux sont renouvelables lors de ces élections. 
| Parti                             | Sigle | Élus |
| --------------------------------- | ----- | ---- |
| Majorité (22 sièges)              |       |      |
| Divers droite                     | DVD   | 14   |
| Union pour un mouvement populaire | UMP   | 7    |
| Nouveau Centre                    | NC    | 1    |
| Opposition (16 sièges)            |       |      |
| Parti socialiste                  | PS    | 15   |
| Parti communiste français         | PCF   | 1    |
| Président du conseil général      |       |      |
| Alain Fouché (UMP)                |       |      |

## Résultats à l'échelle du département
| Étiquette      | Étiquette                         | Premier tour | Premier tour | Second tour | Second tour | Total |
| Étiquette      | Étiquette                         | Voix         | %            | Voix        | %           | Total |
| -------------- | --------------------------------- | ------------ | ------------ | ----------- | ----------- | ----- |
|                | Parti socialiste                  | 38 683       | 37,4         | 25 385      | 54,72       | 9     |
|                | Les Verts                         | 7 931        | 7,67         |             |             |       |
|                | Parti communiste français         | 7 276        | 7,03         |             |             | 1     |
|                | Divers gauche                     | 329          | 0,32         |             |             |       |
|                | Extrême gauche                    | 291          | 0,28         |             |             |       |
| Gauche         | Gauche                            | 54 510       | 52,7         | 25 385      | 54,72       | 10    |
|                |                                   |              |              |             |             |       |
|                | Divers droite                     | 23 349       | 22,57        | 11 158      | 24,05       | 5     |
|                | Union pour un mouvement populaire | 18 198       | 17,59        | 9 849       | 21,23       | 3     |
|                | Nouveau Centre                    | 3 435        | 3,32         |             |             | 1     |
|                | Mouvement démocrate               | 2 591        | 2,5          |             |             |       |
|                | Front national                    | 1 359        | 1,31         |             |             |       |
| Droite         | Droite                            | 48 932       | 47,29        | 21 007      | 45,28       | 9     |
|                |                                   |              |              |             |             |       |
| Inscrits       | Inscrits                          | 161 032      | 100,00       | 85 951      | 100,00      |       |
| Abstentions    | Abstentions                       | 53 294       | 33,1         | 38 146      | 44,38       |       |
| Votants        | Votants                           | 107 738      | 66,9         | 47 805      | 55,62       |       |
| Blancs et nuls | Blancs et nuls                    | 4 296        | 3,99         | 1 413       | 2,96        |       |
| Exprimés       | Exprimés                          | 103 442      | 96,01        | 46 392      | 97,04       |       |

### Résultats en nombre de sièges
| Parti | Sièges mis en jeu | Élus | Évolution |
| ----- | ----------------- | ---- | --------- |
| PCF   | 1                 | 1    | =         |
| PS    | 7                 | 9    | +2        |
| NC    | 1                 | 1    | =         |
| DVD   | 6                 | 5    | -1        |
| UMP   | 4                 | 3    | -1        |

### Assemblée départementale à l'issue des élections
| Parti                             | Sigle | Élus |
| --------------------------------- | ----- | ---- |
| Majorité (20 sièges)              |       |      |
| Divers droite                     | DVD   | 13   |
| Union pour un mouvement populaire | UMP   | 6    |
| Nouveau Centre                    | NC    | 1    |
| Opposition (18 sièges)            |       |      |
| Parti socialiste                  | PS    | 17   |
| Parti communiste français         | PCF   | 1    |
| Président du conseil général      |       |      |
| Claude Bertaud (UMP)              |       |      |

### Liste des élus
| Canton                         | Conseiller sortant       | Parti | Parti | Conseiller élu           | Parti | Parti |
| ------------------------------ | ------------------------ | ----- | ----- | ------------------------ | ----- | ----- |
| Availles-Limouzine             | Roland Debiais           |       | DVD   | Roland Debiais           |       | DVD   |
| Châtellerault-Nord             | Jean-Pierre Abelin       |       | NC    | Jean-Pierre Abelin       |       | NC    |
| Dangé-Saint-Romain             | Guy Monjalon             |       | PS    | Guy Monjalon             |       | PS    |
| Gençay                         | Arnaud Lepercq           |       | UMP   | Arnaud Lepercq           |       | UMP   |
| La Villedieu-du-Clain          | Pierre Cartraud*         |       | PS    | Gérard Rivaud            |       | PS    |
| L'Isle-Jourdain                | Jean-Claude Cubaud       |       | PS    | Jean-Claude Cubaud       |       | PS    |
| Lencloître                     | Henri Colin              |       | DVD   | Henri Colin              |       | DVD   |
| Montmorillon                   | Guillaume Budan de Russé |       | UMP   | Guillaume Budan de Russé |       | UMP   |
| Monts-sur-Guesnes              | Bruno Belin              |       | DVD   | Bruno Belin              |       | UMP   |
| Poitiers-1                     | Maurice Monange          |       | PS    | Maurice Monange          |       | PS    |
| Poitiers-2                     | Jean-Marie Paratte       |       | PS    | Jean-Marie Paratte       |       | PS    |
| Poitiers-3                     | Jacques Grandon*         |       | UDF   | Michel Touchard          |       | PS    |
| Poitiers-5                     | Jean-Pierre Jarry        |       | DVD   | Jean-Pierre Jarry        |       | DVD   |
| Poitiers-6                     | Jean-Yves Chamard*       |       | UMP   | Sandrine Martin          |       | PS    |
| Poitiers-7                     | Alain Claeys*            |       | PS    | Jean-Daniel Blusseau     |       | PS    |
| Saint-Georges-lès-Baillargeaux | Francis Girault          |       | DVD   | Francis Girault          |       | DVD   |
| Saint-Savin                    | Michel Brouard           |       | PCF   | Michel Brouard           |       | PCF   |
| Vivonne                        | Robert Geay              |       | DVD   | Maurice Ramblière        |       | DVD   |
| Vouneuil-sur-Vienne            | Gérard Barc              |       | PS    | Gérard Barc              |       | PS    |

## Résultats par canton

### Canton d'Availles-Limouzine
| Candidats      | Candidats           | Étiquette      | Premier tour | Premier tour |
| Candidats      | Candidats           | Étiquette      | Voix         | %            |
| -------------- | ------------------- | -------------- | ------------ | ------------ |
|                | Roland Debiais*     | DVD            | 1 266        | 66,39        |
|                | Jean-Michel Clément | PS             | 641          | 33,61        |
|                |                     |                |              |              |
| Inscrits       | Inscrits            | Inscrits       | 2 398        | 100,00       |
| Abstentions    | Abstentions         | Abstentions    | 411          | 17,14        |
| Votants        | Votants             | Votants        | 1 987        | 82,86        |
| Blancs et nuls | Blancs et nuls      | Blancs et nuls | 80           | 4,03         |
| Exprimés       | Exprimés            | Exprimés       | 1 907        | 95,97        |

*sortant

### Canton de Châtellerault-Nord
| Candidats      | Candidats           | Étiquette      | Premier tour | Premier tour |
| Candidats      | Candidats           | Étiquette      | Voix         | %            |
| -------------- | ------------------- | -------------- | ------------ | ------------ |
|                | Jean-Pierre Abelin* | NC             | 3 435        | 53,14        |
|                | Cyril Cibert        | PS             | 1 516        | 23,45        |
|                | Dominique Langlais  | Verts          | 620          | 9,59         |
|                | Chantal Vacheron    | PCF            | 527          | 8,15         |
|                | Jean-Luc Rivière    | FN             | 366          | 5,66         |
|                |                     |                |              |              |
| Inscrits       | Inscrits            | Inscrits       | 11 423       | 100,00       |
| Abstentions    | Abstentions         | Abstentions    | 4 699        | 41,14        |
| Votants        | Votants             | Votants        | 6 724        | 58,86        |
| Blancs et nuls | Blancs et nuls      | Blancs et nuls | 260          | 3,87         |
| Exprimés       | Exprimés            | Exprimés       | 6 464        | 96,13        |

*sortant

### Canton de Dangé-Saint-Romain
| Candidats      | Candidats               | Étiquette      | Premier tour | Premier tour |
| Candidats      | Candidats               | Étiquette      | Voix         | %            |
| -------------- | ----------------------- | -------------- | ------------ | ------------ |
|                | Guy Monjalon*           | PS             | 2 655        | 50,39        |
|                | Pierre-Henri d'Argenson | UMP            | 938          | 17,80        |
|                | Gérard Arnault          | DVD            | 833          | 15,81        |
|                | Josiane Marie           | FN             | 322          | 6,11         |
|                | Françoise Parnaudeau    | PCF            | 277          | 5,26         |
|                | Nacer Bouhraoua         | Verts          | 244          | 4,63         |
|                |                         |                |              |              |
| Inscrits       | Inscrits                | Inscrits       | 7 515        | 100,00       |
| Abstentions    | Abstentions             | Abstentions    | 2 045        | 27,21        |
| Votants        | Votants                 | Votants        | 5 470        | 72,79        |
| Blancs et nuls | Blancs et nuls          | Blancs et nuls | 201          | 3,67         |
| Exprimés       | Exprimés                | Exprimés       | 5 269        | 96,33        |

*sortant

### Canton de Gençay
| Candidats      | Candidats       | Étiquette      | Premier tour | Premier tour |
| Candidats      | Candidats       | Étiquette      | Voix         | %            |
| -------------- | --------------- | -------------- | ------------ | ------------ |
|                | Arnaud Lepercq* | UMP            | 2 278        | 50,35        |
|                | Jean Crespin    | PS             | 1 898        | 41,95        |
|                | Hubert Adeline  | FN             | 348          | 7,69         |
|                |                 |                |              |              |
| Inscrits       | Inscrits        | Inscrits       | 6 428        | 100,00       |
| Abstentions    | Abstentions     | Abstentions    | 1 651        | 25,68        |
| Votants        | Votants         | Votants        | 4 777        | 74,32        |
| Blancs et nuls | Blancs et nuls  | Blancs et nuls | 253          | 5,30         |
| Exprimés       | Exprimés        | Exprimés       | 4 524        | 94,70        |

*sortant

### Canton de L'Isle-Jourdain
| Candidats      | Candidats           | Étiquette      | Premier tour | Premier tour | Second tour | Second tour |
| Candidats      | Candidats           | Étiquette      | Voix         | %            | Voix        | %           |
| -------------- | ------------------- | -------------- | ------------ | ------------ | ----------- | ----------- |
|                | Jean-Claude Cubaud* | PS             | 1 339        | 42,56        | 1 681       | 57,49       |
|                | Norbert Vergnaud    | UMP            | 1 195        | 37,98        | 1 243       | 42,51       |
|                | Bruno Rideau        | PCF            | 612          | 19,45        | Retrait     | Retrait     |
|                |                     |                |              |              |             |             |
| Inscrits       | Inscrits            | Inscrits       | 4 132        | 100,00       | 4 132       | 100,00      |
| Abstentions    | Abstentions         | Abstentions    | 841          | 20,35        | 1 050       | 25,41       |
| Votants        | Votants             | Votants        | 3 291        | 79,65        | 3 082       | 74,59       |
| Blancs et nuls | Blancs et nuls      | Blancs et nuls | 145          | 4,41         | 158         | 5,13        |
| Exprimés       | Exprimés            | Exprimés       | 3 146        | 95,59        | 2 924       | 94,87       |

*sortant

### Canton de Lencloître
| Candidats      | Candidats       | Étiquette      | Premier tour | Premier tour |
| Candidats      | Candidats       | Étiquette      | Voix         | %            |
| -------------- | --------------- | -------------- | ------------ | ------------ |
|                | Henri Colin*    | DVD            | 3 223        | 68,17        |
|                | Sébastien Affre | PS             | 701          | 14,83        |
|                | Guy Vaucelle    | PCF            | 452          | 9,56         |
|                | Alain Nourisson | Verts          | 352          | 7,45         |
|                |                 |                |              |              |
| Inscrits       | Inscrits        | Inscrits       | 6 975        | 100,00       |
| Abstentions    | Abstentions     | Abstentions    | 2 059        | 29,52        |
| Votants        | Votants         | Votants        | 4 916        | 70,48        |
| Blancs et nuls | Blancs et nuls  | Blancs et nuls | 188          | 3,82         |
| Exprimés       | Exprimés        | Exprimés       | 4 728        | 96,18        |

*sortant

### Canton de Montmorillon
| Candidats      | Candidats           | Étiquette      | Premier tour | Premier tour |
| Candidats      | Candidats           | Étiquette      | Voix         | %            |
| -------------- | ------------------- | -------------- | ------------ | ------------ |
|                | Guillaume de Russé* | UMP            | 3 117        | 52,05        |
|                | Guy Gévaudan        | PS             | 2 872        | 47,95        |
|                |                     |                |              |              |
| Inscrits       | Inscrits            | Inscrits       | 8 078        | 100,00       |
| Abstentions    | Abstentions         | Abstentions    | 1 812        | 22,43        |
| Votants        | Votants             | Votants        | 6 266        | 77,57        |
| Blancs et nuls | Blancs et nuls      | Blancs et nuls | 277          | 4,42         |
| Exprimés       | Exprimés            | Exprimés       | 5 989        | 95,58        |

*sortant

### Canton de Monts-sur-Guesnes
| Candidats      | Candidats        | Étiquette      | Premier tour | Premier tour |
| Candidats      | Candidats        | Étiquette      | Voix         | %            |
| -------------- | ---------------- | -------------- | ------------ | ------------ |
|                | Bruno Belin*     | UMP            | 1 869        | 79,53        |
|                | Vincent Guerraud | PS             | 481          | 20,47        |
|                |                  |                |              |              |
| Inscrits       | Inscrits         | Inscrits       | 3 006        | 100,00       |
| Abstentions    | Abstentions      | Abstentions    | 524          | 17,43        |
| Votants        | Votants          | Votants        | 2 482        | 82,57        |
| Blancs et nuls | Blancs et nuls   | Blancs et nuls | 132          | 5,32         |
| Exprimés       | Exprimés         | Exprimés       | 2 350        | 94,68        |

*sortant

### Canton de Poitiers-1
| Candidats      | Candidats         | Étiquette       | Premier tour | Premier tour | Second tour | Second tour |
| Candidats      | Candidats         | Étiquette       | Voix         | %            | Voix        | %           |
| -------------- | ----------------- | --------------- | ------------ | ------------ | ----------- | ----------- |
|                | Maurice Monange*  | PS              | 2 912        | 45,95        | 3 448       | 68,74       |
|                | Patrice Auzanneau | UMP             | 2 025        | 31,96        | 1 568       | 31,26       |
|                | Éric Joyaux       | Verts           | 792          | 12,50        |             |             |
|                | Anne Joulain      | PCF             | 317          | 5,00         |             |             |
|                | Bruno Riondet     | Les Alternatifs | 291          | 4,59         |             |             |
|                |                   |                 |              |              |             |             |
| Inscrits       | Inscrits          | Inscrits        | 10 183       | 100,00       | 10 083      | 100,00      |
| Abstentions    | Abstentions       | Abstentions     | 3 611        | 35,46        | 4 907       | 48,67       |
| Votants        | Votants           | Votants         | 6 572        | 64,54        | 5 176       | 51,33       |
| Blancs et nuls | Blancs et nuls    | Blancs et nuls  | 235          | 3,58         | 160         | 3,09        |
| Exprimés       | Exprimés          | Exprimés        | 6 337        | 96,42        | 5 016       | 96,91       |

*sortant

### Canton de Poitiers-2
| Candidats      | Candidats           | Étiquette      | Premier tour | Premier tour | Second tour | Second tour |
| Candidats      | Candidats           | Étiquette      | Voix         | %            | Voix        | %           |
| -------------- | ------------------- | -------------- | ------------ | ------------ | ----------- | ----------- |
|                | Jean-Marie Paratte* | PS             | 3 300        | 47,69        | 3 648       | 66,09       |
|                | Thomas Porchet      | UMP            | 1 666        | 24,08        | 1 872       | 33,91       |
|                | Léopold Brugerolle  | MoDem          | 776          | 11,21        |             |             |
|                | Julie Le Bihen      | Verts          | 705          | 10,19        |             |             |
|                | Vincent Mauger      | PCF            | 463          | 6,84         |             |             |
|                |                     |                |              |              |             |             |
| Inscrits       | Inscrits            | Inscrits       | 12 329       | 100,00       | 12 329      | 100,00      |
| Abstentions    | Abstentions         | Abstentions    | 5 098        | 41,35        | 6 621       | 53,70       |
| Votants        | Votants             | Votants        | 7 321        | 58,65        | 5 708       | 46,30       |
| Blancs et nuls | Blancs et nuls      | Blancs et nuls | 311          | 4,30         | 188         | 3,29        |
| Exprimés       | Exprimés            | Exprimés       | 6 920        | 95,70        | 5 520       | 96,71       |

*sortant

### Canton de Poitiers-3
| Candidats      | Candidats          | Étiquette      | Premier tour | Premier tour | Second tour | Second tour |
| Candidats      | Candidats          | Étiquette      | Voix         | %            | Voix        | %           |
| -------------- | ------------------ | -------------- | ------------ | ------------ | ----------- | ----------- |
|                | Michel Touchard    | PS             | 3 087        | 44,73        | 3 463       | 63,06       |
|                | Serge Rouquette    | DVD            | 1 899        | 27,51        | 2 029       | 36,94       |
|                | Philippe Chadeyron | MoDem          | 919          | 13,31        |             |             |
|                | Daniel Lhomond     | Verts          | 643          | 9,32         |             |             |
|                | Françoise Poteau   | PCF            | 354          | 5,13         |             |             |
|                |                    |                |              |              |             |             |
| Inscrits       | Inscrits           | Inscrits       | 12 176       | 100,00       | 12 173      | 100,00      |
| Abstentions    | Abstentions        | Abstentions    | 5 018        | 41,21        | 6 539       | 53,72       |
| Votants        | Votants            | Votants        | 7 158        | 58,79        | 5 634       | 46,28       |
| Blancs et nuls | Blancs et nuls     | Blancs et nuls | 256          | 3,58         | 142         | 2,52        |
| Exprimés       | Exprimés           | Exprimés       | 6 902        | 96,42        | 5 492       | 97,48       |

### Canton de Poitiers-5
| Candidats      | Candidats          | Étiquette      | Premier tour | Premier tour | Second tour | Second tour |
| Candidats      | Candidats          | Étiquette      | Voix         | %            | Voix        | %           |
| -------------- | ------------------ | -------------- | ------------ | ------------ | ----------- | ----------- |
|                | Jean-Pierre Jarry* | DVD            | 3 932        | 48,60        | 3 753       | 50,21       |
|                | Aurélien Tricot    | PS             | 3 217        | 39,77        | 3 721       | 49,79       |
|                | Chantal Nocquet    | Verts          | 624          | 7,71         |             |             |
|                | Yves Jamain        | PCF            | 317          | 3,92         |             |             |
|                |                    |                |              |              |             |             |
| Inscrits       | Inscrits           | Inscrits       | 12 570       | 100,00       | 12 570      | 100,00      |
| Abstentions    | Abstentions        | Abstentions    | 4 228        | 33,64        | 4 950       | 39,38       |
| Votants        | Votants            | Votants        | 8 342        | 66,36        | 7 620       | 60,62       |
| Blancs et nuls | Blancs et nuls     | Blancs et nuls | 252          | 3,02         | 146         | 1,92        |
| Exprimés       | Exprimés           | Exprimés       | 8 090        | 96,98        | 7 474       | 98,08       |

*sortant

### Canton de Poitiers-6
| Candidats      | Candidats         | Étiquette      | Premier tour | Premier tour | Second tour | Second tour |
| Candidats      | Candidats         | Étiquette      | Voix         | %            | Voix        | %           |
| -------------- | ----------------- | -------------- | ------------ | ------------ | ----------- | ----------- |
|                | Gérald Blanchard  | UMP            | 1 814        | 36,62        | 1 975       | 48,21       |
|                | Sandrine Martin   | PS             | 1 559        | 31,48        | 2 122       | 51,79       |
|                | Marie Legrand     | Verts          | 665          | 13,43        |             |             |
|                | Françoise Colleau | MoDem          | 651          | 13,14        |             |             |
|                | Patrick Coronas   | PCF            | 264          | 5,33         |             |             |
|                |                   |                |              |              |             |             |
| Inscrits       | Inscrits          | Inscrits       | 8 792        | 100,00       | 8 792       | 100,00      |
| Abstentions    | Abstentions       | Abstentions    | 3 691        | 41,98        | 4 605       | 52,38       |
| Votants        | Votants           | Votants        | 5 101        | 58,02        | 4 187       | 47,62       |
| Blancs et nuls | Blancs et nuls    | Blancs et nuls | 148          | 2,90         | 90          | 2,15        |
| Exprimés       | Exprimés          | Exprimés       | 4 953        | 97,10        | 4 097       | 97,85       |

### Canton de Poitiers-7
| Candidats      | Candidats            | Étiquette      | Premier tour | Premier tour |
| Candidats      | Candidats            | Étiquette      | Voix         | %            |
| -------------- | -------------------- | -------------- | ------------ | ------------ |
|                | Jean-Daniel Blusseau | PS             | 4 346        | 52,82        |
|                | Alain Gnahoui        | DVD            | 2 095        | 25,46        |
|                | Robert Rochaud       | Verts          | 1 201        | 14,60        |
|                | Jean-Paul Dampuré    | PCF            | 586          | 7,12         |
|                |                      |                |              |              |
| Inscrits       | Inscrits             | Inscrits       | 15 198       | 100,00       |
| Abstentions    | Abstentions          | Abstentions    | 6 502        | 42,78        |
| Votants        | Votants              | Votants        | 8 696        | 57,22        |
| Blancs et nuls | Blancs et nuls       | Blancs et nuls | 468          | 5,38         |
| Exprimés       | Exprimés             | Exprimés       | 8 228        | 94,62        |

### Canton de Saint-Georges-lès-Baillargeaux
| Candidats      | Candidats        | Étiquette      | Premier tour | Premier tour |
| Candidats      | Candidats        | Étiquette      | Voix         | %            |
| -------------- | ---------------- | -------------- | ------------ | ------------ |
|                | Francis Girault* | DVD            | 3 454        | 53,94        |
|                | Victor Palasi    | PS             | 1 846        | 28,83        |
|                | Claude Thibault  | Verts          | 661          | 10,32        |
|                | Pascal Lefebvre  | PCF            | 443          | 6,92         |
|                |                  |                |              |              |
| Inscrits       | Inscrits         | Inscrits       | 9 780        | 100,00       |
| Abstentions    | Abstentions      | Abstentions    | 3 146        | 32,17        |
| Votants        | Votants          | Votants        | 6 634        | 67,83        |
| Blancs et nuls | Blancs et nuls   | Blancs et nuls | 230          | 3,47         |
| Exprimés       | Exprimés         | Exprimés       | 6 404        | 96,53        |

*sortant

### Canton de Saint-Savin
| Candidats      | Candidats       | Étiquette      | Premier tour | Premier tour |
| Candidats      | Candidats       | Étiquette      | Voix         | %            |
| -------------- | --------------- | -------------- | ------------ | ------------ |
|                | Michel Brouard* | PCF            | 1 676        | 52,90        |
|                | Yves Jeanneau   | DVD            | 1 492        | 47,10        |
|                |                 |                |              |              |
| Inscrits       | Inscrits        | Inscrits       | 4 176        | 100,00       |
| Abstentions    | Abstentions     | Abstentions    | 831          | 19,90        |
| Votants        | Votants         | Votants        | 3 345        | 80,10        |
| Blancs et nuls | Blancs et nuls  | Blancs et nuls | 177          | 5,29         |
| Exprimés       | Exprimés        | Exprimés       | 3 168        | 94,71        |

*sortant

### Canton de La Villedieu-du-Clain
| Candidats      | Candidats          | Étiquette      | Premier tour | Premier tour | Second tour | Second tour |
| Candidats      | Candidats          | Étiquette      | Voix         | %            | Voix        | %           |
| -------------- | ------------------ | -------------- | ------------ | ------------ | ----------- | ----------- |
|                | Gilbert Beaujaneau | UMP            | 3 296        | 43,77        | 3 191       | 49,53       |
|                | Gérard Rivaud      | PS             | 2 844        | 37,77        | 3 251       | 50,47       |
|                | Frédéric Bouchareb | Verts          | 919          | 12,20        |             |             |
|                | Annick Mallet      | PCF            | 471          | 6,25         |             |             |
|                |                    |                |              |              |             |             |
| Inscrits       | Inscrits           | Inscrits       | 10 594       | 100,00       | 10 593      | 100,00      |
| Abstentions    | Abstentions        | Abstentions    | 2 776        | 26,20        | 3 886       | 36,68       |
| Votants        | Votants            | Votants        | 7 818        | 73,80        | 6 707       | 63,32       |
| Blancs et nuls | Blancs et nuls     | Blancs et nuls | 288          | 3,68         | 265         | 3,95        |
| Exprimés       | Exprimés           | Exprimés       | 7 530        | 96,32        | 6 442       | 96,05       |

### Canton de Vivonne
| Candidats      | Candidats         | Étiquette      | Premier tour | Premier tour | Second tour | Second tour |
| Candidats      | Candidats         | Étiquette      | Voix         | %            | Voix        | %           |
| -------------- | ----------------- | -------------- | ------------ | ------------ | ----------- | ----------- |
|                | Maurice Ramblière | DVD            | 1 374        | 29,33        | 1 592       | 37,35       |
|                | Robert Geay*      | DVD            | 1 006        | 21,48        | 763         | 17,90       |
|                | Françoise Micault | DVD            | 910          | 19,43        | 746         | 17,50       |
|                | Patrick Maillou   | PS             | 871          | 18,60        | 1 161       | 27,24       |
|                | Gérard Vidal      | DVG            | 329          | 7,02         |             |             |
|                | Karl Joulain      | PCF            | 194          | 4,14         |             |             |
|                |                   |                |              |              |             |             |
| Inscrits       | Inscrits          | Inscrits       | 6 778        | 100,00       | 6 778       | 100,00      |
| Abstentions    | Abstentions       | Abstentions    | 1 944        | 28,68        | 2 442       | 36,03       |
| Votants        | Votants           | Votants        | 4 834        | 71,32        | 4 336       | 63,97       |
| Blancs et nuls | Blancs et nuls    | Blancs et nuls | 150          | 3,10         | 74          | 1,71        |
| Exprimés       | Exprimés          | Exprimés       | 4 684        | 96,90        | 4 262       | 98,29       |

*sortant

### Canton de Vouneuil-sur-Vienne
| Candidats      | Candidats            | Étiquette      | Premier tour | Premier tour | Second tour | Second tour |
| Candidats      | Candidats            | Étiquette      | Voix         | %            | Voix        | %           |
| -------------- | -------------------- | -------------- | ------------ | ------------ | ----------- | ----------- |
|                | Gérard Barc*         | PS             | 2 598        | 44,42        | 2 890       | 55,95       |
|                | Jean-Claude Pinneau  | DVD            | 1 865        | 31,89        | 2 275       | 44,05       |
|                | Véronique Massonneau | Verts          | 505          | 8,63         |             |             |
|                | Éric Perrain         | FN             | 323          | 5,52         |             |             |
|                | Jacques Forgeot      | PCF            | 313          | 5,35         |             |             |
|                | Maurice Thomas       | MoDem          | 245          | 4,19         |             |             |
|                |                      |                |              |              |             |             |
| Inscrits       | Inscrits             | Inscrits       | 8 501        | 100,00       | 8 501       | 100,00      |
| Abstentions    | Abstentions          | Abstentions    | 2 407        | 28,31        | 3 146       | 37,01       |
| Votants        | Votants              | Votants        | 6 094        | 71,69        | 5 355       | 62,99       |
| Blancs et nuls | Blancs et nuls       | Blancs et nuls | 245          | 4,02         | 190         | 3,55        |
| Exprimés       | Exprimés             | Exprimés       | 5 849        | 95,98        | 5 165       | 96,45       |

*sortant